# Конвой № 3123
Конвой № 3123 — японський конвой часів Другої світової війни, проведення якого відбувалось у листопаді 1943 року. Був майже повністю знищений підводними човнами.
Пунктом призначення конвою був атол Трук (Чуук) у центральній частині Каролінських островів, де ще до війни створили потужну базу японського ВМФ, з якої до лютого 1944 року провадились операції в цілому ряді архіпелагів. Вихідним пунктом став розташований у Токійській затоці порт Йокосука (саме звідси традиційно вирушала більшість конвоїв на Трук).
До складу конвою увійшли транспорти «Ямафуку-Мару», «Шоко-Мару», «Сіганоура-Мару», «Манджу-Мару» і «Тацугава-Мару». Охорону забезпечували есмінець «Оіте» та переобладнаний канонерський човен «Чоан-Мару № 2 Го».
Загін вийшов із порту 23 листопада 1943 року. Його маршрут пролягав через кілька традиційних районів патрулювання американських підводних човнів і вже в ніч проти 24 листопада поблизу островів Ідзу субмарина USS Snapper провела першу й поки що невдалу атаку по конвою.
28 листопада 1943 року «Чоан-Мару № 2 Го» полишив № 3123 та рушив назад, щоб приєднатись до охорони іншого конвою № 3128. А незадовго до завершення тієї ж доби в районі за сім сотень кілометрів на північний захід від Маріанських островів в умовах шторму підводні човни USS Pargo та USS Snook провели по № 3123 одну та дві атаки відповідно, проте й цього разу не вдалося досягнути жодного влучання. Нарешті, за кілька хвилин до опівночі USS Snook дав ще один залп і тоді дві з чотирьох торпед влучили в «Ямафуку-Мару» та потопили його, загинуло 60 членів екіпажу.
Ще через годину (вже настало 29 листопада 1943 року) USS Snook провів четверту атаку та уразив «Сіганоура-Мару». Після влучання однієї торпеди останнє ще мало змогу продовжувати шлях, проте менш ніж за годину той самий підводний човен у черговій атаці вдруге уразив «Сіганоура-Мару», що й призвело до загибелі судна, яке перевозило винищувачі (у розібраному вигляді), автомобілі та вантаж рису. Цього разу всім членам екіпажу потопленого транспорту вдалось урятуватись. Через годину після фатальної для «Сіганоура-Мару» атаки USS Snook в дію знову вступив USS Pargo, який поцілив та потопив «Манджу-Мару», що йшло з вантажем вугілля, амуніції, продовольства та обладнання. Разом із транспортом загинуло 6 осіб.
На цьому полювання на японські транспорти не завершилось і 30 листопада 1943 року за вісім сотень кілометрів на північний захід від Маріанських островів USS Pargo торпедував та потопив «Шоко-Мару», загинули всі 42 члени екіпажу.
1 грудня 1943 року до охорони конвою, в якому на той час залишився тільки один транспорт, приєднались тральщики W-22 та W-21, які до того йшли з конвоєм O-107, що прямував з японського порту Саєкі на Палау.
Більше інцидентів під час переходу не сталось і 6 грудня 1943 року «Тацугава-Мару» прибуло на Трук.